# Стефан Дабиша
Стефан Дабиша-Кнежевич (на босненски: Stjepan Dabiša) е крал на Босна от март 1391 г. до смъртта си през 1395 г. Принадлежността му към династията Котроманичи е спорна, макар той самият да се нарича по-малък брат на Твръдко I. Повлиян от писанията от 16 век, Мавро Орбини определя Стефан Дабиша като незаконороден син на Нинослав (Вук) Котроманич, по-младия брат на Владислав Котроманич, което, ако отговаря на истината, прави Дабиша братовчед на Твръдко I .Пак според Орбини Стефан Дабиша участва през 1366 г. в метеж срещу Твръдко I и след като последният взема превес, той изгонва Дабиша през 1367 г., отнемайки земите му. Парчия избягва в България, другите му двама синове – първородният Владислав, ослепен от Твърдко, и Вук са затворени. Изглежда, че все пак Дабиша оправя отношенията си с Твърдко, тъй като през юни 1390 г. е отбелязан като част от кралския му двор. След смъртта на Твърдко I през 1391 г., Стефан Дабиша става крал на Босна, а Владислав и Вук са основоположниците на фамилията Кнежевичи в Босна. Парчия на свой ред става родоначалник на българския клон на Кнежевичите-Парчевичите.
След смъртта на Стефан Дабиша през 1395 г. Босна е управлявана от съпругата му Елена Груба. Двамата имат дъщеря Стана Котроманич.

## Семейство
Стефан Дабиша Кнежевич трима синове:
- Владислав Кнежевич
- Вук Кнежевич
- Парчия Кнежевич